# Wilitty Younoussa
Wilitty Younoussa (Tcholliré, 9 settembre 2001) è un calciatore camerunese, centrocampista del Rodez.

## Caratteristiche tecniche
Gioca come centrocampista difensivo.

## Carriera

### Club
Cresciuto nell'AS International Academie Sport, Younoussa è stato acquistato dal Digione nel mercato invernale del 2020, ed ha debuttato in prima squadra il 9 settembre dello stesso anno sostituendo Jonathan Panzo nel secondo tempo dell'incontro di Ligue 1 perso 2-0 contro il Brest.
Rimasto svincolato, il 23 agosto 2022 ha firmato un contratto biennale con il Rodez, ed il 1º marzo 2023 ha segnato il primo gol in carriera nell'incontro di Coppa di Francia perso 6-1 contro il Tolosa.

### Nazionale
Nel 2017 ha partecipato con il Camerun Under-17 al Campionato africano di calcio Under-17 2017.

## Statistiche
aggiornato al 25 febbraio 2024
| Stagione        | Squadra         | Campionato      | Campionato | Campionato | Coppe nazionali | Coppe nazionali | Coppe nazionali | Coppe continentali | Coppe continentali | Coppe continentali | Altre coppe | Altre coppe | Altre coppe | Totale | Totale | Totale |
| Stagione        | Squadra         | Comp            | Pres       | Reti       | Comp            | Pres            | Reti            | Comp               | Pres               | Reti               | Comp        | Pres        | Reti        | Pres   | Reti   |        |
| --------------- | --------------- | --------------- | ---------- | ---------- | --------------- | --------------- | --------------- | ------------------ | ------------------ | ------------------ | ----------- | ----------- | ----------- | ------ | ------ | ------ |
| 2020-2021       | Digione 2       | N3              | 2          | 0          |                 | -               | -               |                    | -                  | -                  |             | -           | -           | 2      | 0      |        |
| 2021-2022       | Digione 2       | N3              | 5          | 1          |                 | -               | -               |                    | -                  | -                  |             | -           | -           | 5      | 1      |        |
| 2020-2021       | Digione         | L1              | 3          | 0          | CF              | 0               | 0               |                    | -                  | -                  |             | -           | -           | 3      | 0      |        |
| 2021-2022       | Digione         | L2              | 20         | 0          | CF              | 0               | 0               |                    | -                  | -                  |             | -           | -           | 20     | 0      |        |
| 2022-2023       | Rodez 2         | N3              | 1          | 0          |                 | -               | -               |                    | -                  | -                  |             | -           | -           | 1      | 0      |        |
| 2022-2023       | Rodez           | L2              | 27         | 1          | CF              | 4               | 1               |                    | -                  | -                  |             | -           | -           | 31     | 2      |        |
| 2023-2024       | Rodez           | L2              | 24         | 2          | CF              | 3               | 0               |                    | -                  | -                  |             | -           | -           | 27     | 2      |        |
| Totale carriera | Totale carriera | Totale carriera | 82         | 4          |                 | 7               | 1               |                    | -                  | -                  |             | -           | -           | 89     | 4      |        |

### Cronologia presenze e reti in nazionale
| Cronologia completa delle presenze e delle reti in nazionale ― Camerun | Cronologia completa delle presenze e delle reti in nazionale ― Camerun | Cronologia completa delle presenze e delle reti in nazionale ― Camerun | Cronologia completa delle presenze e delle reti in nazionale ― Camerun | Cronologia completa delle presenze e delle reti in nazionale ― Camerun | Cronologia completa delle presenze e delle reti in nazionale ― Camerun | Cronologia completa delle presenze e delle reti in nazionale ― Camerun | Cronologia completa delle presenze e delle reti in nazionale ― Camerun |
| Data                                                                   | Città                                                                  | In casa                                                                | Risultato                                                              | Ospiti                                                                 | Competizione                                                           | Reti                                                                   | Note                                                                   |
| ---------------------------------------------------------------------- | ---------------------------------------------------------------------- | ---------------------------------------------------------------------- | ---------------------------------------------------------------------- | ---------------------------------------------------------------------- | ---------------------------------------------------------------------- | ---------------------------------------------------------------------- | ---------------------------------------------------------------------- |
| 6-6-2025                                                               | Marrakech                                                              | Camerun                                                                | 3 – 0                                                                  | Uganda                                                                 | Amichevole                                                             | -                                                                      | 88’                                                                    |
| 9-6-2025                                                               | Marrakech                                                              | Guinea Equatoriale                                                     | 1 – 1                                                                  | Camerun                                                                | Amichevole                                                             | -                                                                      | 88’                                                                    |
| Totale                                                                 |                                                                        | Presenze                                                               | 2                                                                      |                                                                        | Reti                                                                   | 0                                                                      |                                                                        |